# 卢鲁德博讷
卢鲁德博讷（法語：Louroux-de-Beaune，法語發音：[luʁu də bon]）是法国阿列省的一个市镇，位于该省中西部偏南，属于蒙吕松区。

## 地理
卢鲁德博讷（46°17'34"N, 2°51'17"E）面积10.66 平方千米，位于法国奥弗涅-罗讷-阿尔卑斯大区阿列省，该省份为法国中部省份，北起涅夫勒省、西北接谢尔省，西南至克勒兹省，南至多姆山省，东南临卢瓦尔省，东临索恩-卢瓦尔省。
与卢鲁德博讷接壤的市镇（或旧市镇、城区）包括：阿列省博讷、贝兹内、伊村、蒙维克、圣博内德富尔。

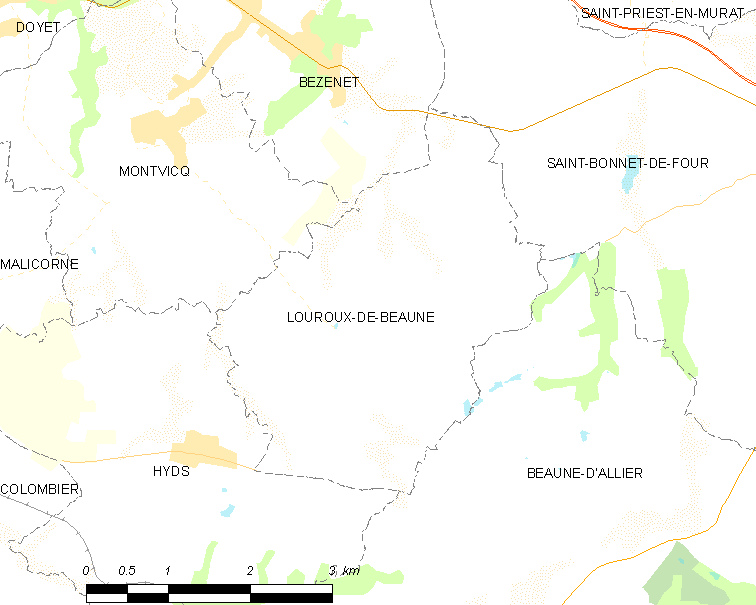
卢鲁德博讷的OSM定位图

卢鲁德博讷的时区为UTC+01:00、UTC+02:00（夏令时）。

## 行政
卢鲁德博讷的邮政编码为03600，INSEE市镇编码为03151。

## 政治
卢鲁德博讷所属的省级选区为科芒特里县。

## 人口

1962-2008年间卢鲁德博讷人口变化图示

卢鲁德博讷于2022年1月1日时的人口数量为180人。